# Simplicia zanclognathalis
Simplicia zanclognathalis är en fjärilsart som beskrevs av Embrik Strand 1920. Simplicia zanclognathalis ingår i släktet Simplicia och familjen nattflyn. Inga underarter finns listade i Catalogue of Life.